# Granja Marileusa
Granja Marileusa é um bairro nobre da Zona Leste de Uberlândia.
Foi o primeiro bairro estruturado de Uberlândia, e surgiu do desejo de Alexandrino Garcia, fundador do Grupo Algar, servir e fazer parte da vida das pessoas como uma forma de agradecimento ao modo carinhoso e acolhedor com os quais a família Garcia foi recebida em Uberlândia.

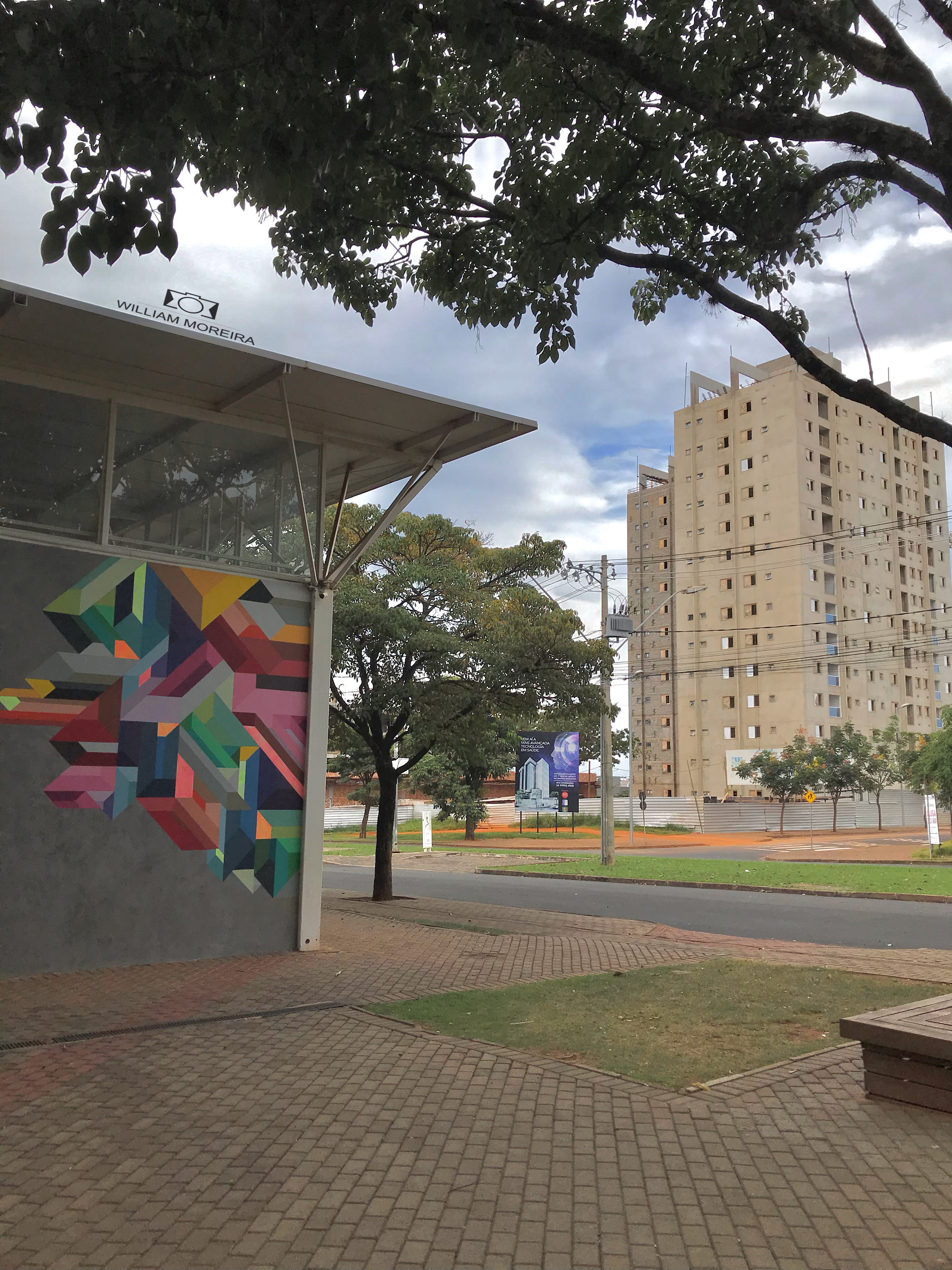
Área de convivência em uma das entradas do bairro Granja Marileusa, onde tem parquinho de crianças e eventos.

“Este é um sonho do meu pai. Será o legado do Grupo Algar para Uberlândia. Fomos acolhidos com muito carinho e queremos retribuir da mesma forma. Acreditamos que é no espaço da rua, o lugar por excelência do encontro, que a vida acontece, e que temos que recuperar a confiança no encontro e na convivência. É com essa essência e com esse princípio que nasce o Projeto Granja Marileusa”, ressalta Luiz Alberto Garcia, presidente do Conselho de Administração Grupo Algar.

## Conceito
Um lugar para morar, viver e trabalhar. Com um empreendimento aberto, o projeto do bairro conta com residências, escritórios, lojas, escolas, lazer, serviços e grandes áreas verdes. Trata-se também de um modelo de comunidade sustentável, compacta e completa para as necessidades da vida urbana e, principalmente, do resgate do convívio social.
- Ciclovia e bicicletário.
- Transporte público.
- Espaço para convivência.
- Cabeamento subterrâneo e sistema inteligente de energia.
- Ultra banda larga.
- Praças com wi-fi gratuito.
- Mobilidade para todos.
- Segurança em cada esquina.
- Reserva natural.

## Localização

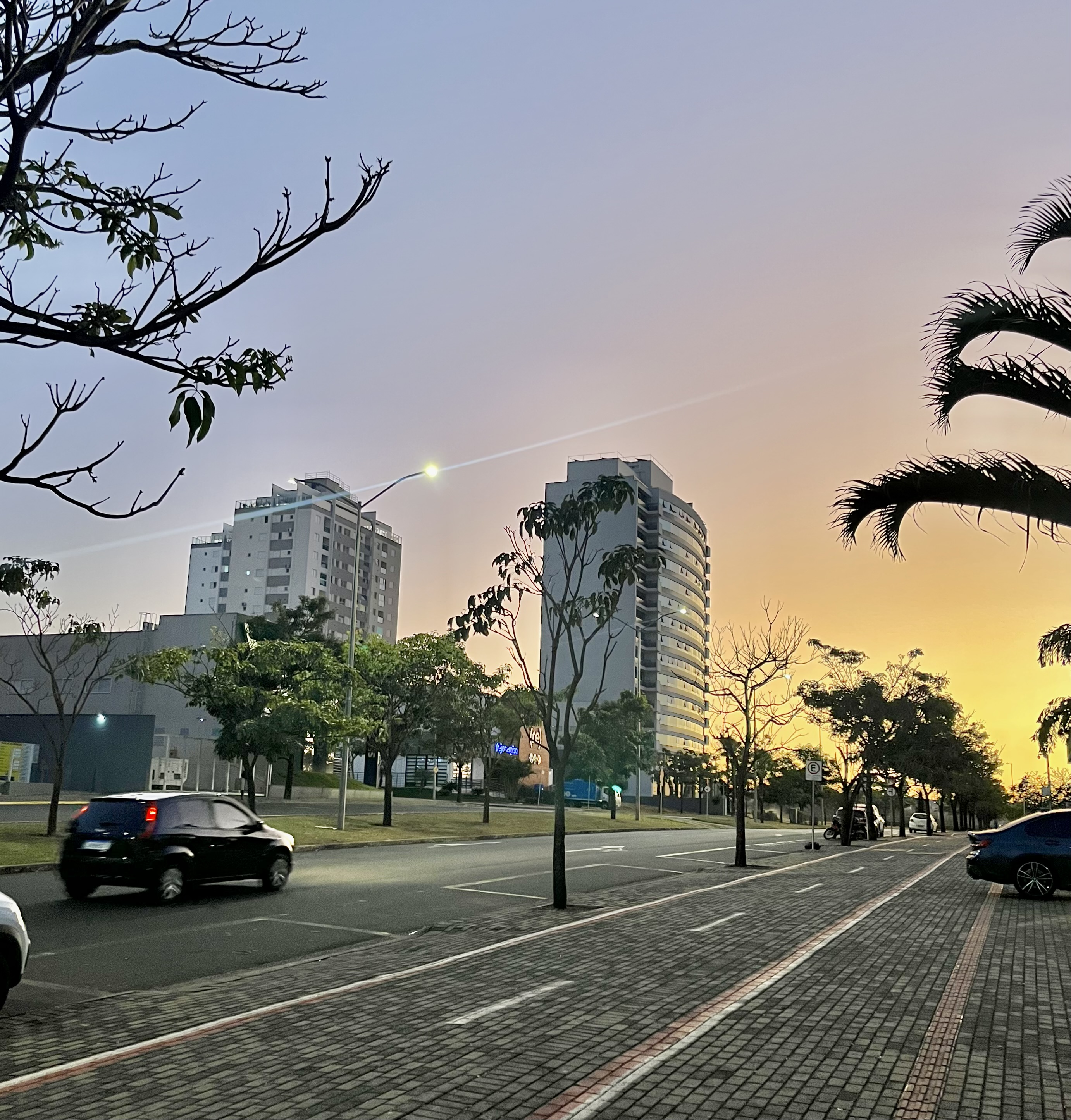
Parte do bairro Granja Marileusa, Zona Leste de Uberlândia.

Uberlândia, segunda maior cidade do estado de Minas Gerais, no Sudeste do Brasil, é uma cidade jovem, com grandes oportunidades de investimento e está à 1 hora de voo dos grandes centros, como São Paulo, Rio de Janeiro, Belo Horizonte e Brasília. Além de seus mais de 700 mil habitantes, é o 27º PIB do país e uma das 30 cidades que mais geraram empregos.

## Parceiros
Alphaville, principal urbanizadora do país, para os loteamentos residenciais, foi uma das primeiras a acreditar em nosso projeto.
Map Mall, um centro de conveniência e serviços que levará praticidade e qualidade de vida às pessoas, como escolas de inglês, postos de gasolina, supermercados, padarias, farmácias, lojas de conveniência e muito mais.
Realiza Construtora, ficou por conta da incorporação dos condomínios de casas que abrangem um conceito moderno e sustentável, como o Village Paradiso1, sucesso de vendas em apenas 4 horas, e o Village Paradiso 2.